# 과야나에세키바

베네수엘라가 주장하고 있는 자국 영토 (빗금칠된 부분이 과야나에세키바)

과야나에세키바(스페인어: Guayana Esequiba, 스페인어 발음: [ɡwaˈʝana eseˈkiβa] ( 듣기)), 혹은 에세키보(Essequibo, Esequibo) 지역은 가이아나 서부 에세키보강 서쪽 159,000 km2의 영역을 말한다. 베네수엘라가 실효 지배 중인 앙코코섬을 제외한 과야나에세키바 지역은 1899년 파리 중재 협정에 따라 가이아나가 6개 주가 실효 지배 중이지만 베네수엘라는 이 지역을 "과야나에세키바주"라고 부르며 자국 영토라고 주장하고 있다. 가이아나와 베네수엘라 간의 국경 분쟁은 식민지 시절(베네수엘라의 경우 스페인 제국 시절, 가이아나의 경우 네덜란드 및 영국 지배 시절)부터 거슬러 올라가며 베네수엘라와 가이아나의 독립 이후에도 분쟁이 이어지고 있다.
1840년 영국 정부는 독일 태생 탐험가이자 박물학자인 로베르트 헤르만 숌부르크에게 영국령 기아나의 경계를 조사해달라고 부탁했다. 측량 결과 영국의 점령지를 훨씬 넘어선 숌부르크선이 그어졌고 영국령 기아나는 오리노코강 하구 지역을 통제하기 시작했다. 이 국경은 이웃한 베네수엘라와 분쟁을 빚기 시작했고 1876년 분쟁 지역에서 금광이 발견되자 긴장이 악화되어 1887년 베네수엘라가 영국과의 외교관계를 단절했다. 영국과 베네수엘라는 미국의 중재로 합의를 시작했고 1899년 파리 중재 협정에 따라 분쟁 지역 대부분이 영국 영토로 흡수되었다. 하지만 베네수엘라 측은 중재에 제대로 참여하거나 자국 이익을 제대로 말할 수 없었다. 1949년 중재 당시 미국과 베네수엘라 대표단의 서기였던 멜렛프리보스트가 작성한 멜렛프리보스트 각서에 따르면 중재소장인 프리드리히 마르텐스의 압력과 러시아-영국 간 정치적 결과로 작성되었다고 사후 발표되었다. 이 각서를 가지고 베네수엘라는 1962년 유엔에 제소했고, 그 결과 1966년 영국과 제네바 협정이 체결되었다.
이 영토의 상황은 1966년 2월 17일 영국, 베네수엘라, 영국령 기아나가 서명한 제네바 협정의 적용을 받는다. 제네바 협정에 따르면 분쟁 당사국들은 실질적이고 평화적이며 만족스러운 해결책을 찾아야만 한다고 규정하고 있다. 조약에 따르면 분쟁 당사국 간 교착 상태가 이어지면 "적절한 국제기관"에 이 문제를 회부하거나 이 점도 합의가 이루어지지 않으면 유엔 사무총장에 회부되어야 한다고 규정하고 있다. 유엔 사무총장은 분쟁 문제를 국제사법재판소(ICJ)에 회부한다. 2020년 12월 18일 국제사법재판소는 가이아나가 제출한 국경 분쟁 문제 해결 소송을 받아들였다. 2023년 12월 베네수엘라는 자국민에게 분쟁 지역의 베네수엘라 주 편입과 분쟁 지역 주민의 베네수엘라 국적 부여 여부를 묻는 국민투표를 회부했으며, 투표 결과 찬성 다수로 통과되었다. 분쟁 지역에서는 투표가 열리지 않았다.
2023년 12월 현재까지 베네수엘라는 에세키보강 서쪽 지역 전체가 자국의 영유권이라고 주장하고 있으며 이 지역을 "개간지역"(스페인어: Zona en Reclamación 소나 엔 레클라마시온[*]이라고 부르고 있다. 역사적으로 볼 때 1904년 브라질과의 중재 과정에서 영국령 기아나에 양도된 아마존강 지류와 피라라 지역은 포함되지 않는다. 에세키보의 서북부 경계는 1899년 10월 3일의 중재 협정에 따라 수립된 영국-베네수엘라 합동국경위원회가 설정한 1905년의 국경을 따른다. 베네수엘라는 현재의 법적 국경의 철폐를 주장하고 있다.

## 인구통계
2023년 베네수엘라 국민투표 당시 분쟁 지역의 주민에게도 베네수엘라의 국적을 부여할 지에 대해 질문을 같이 했었는데, 이 당시 해당되는 분쟁 지역의 주민 수는 125,000명으로 추정되었다.

## 같이 보기
- 벨리즈-과테말라 국경 분쟁
- 베네수엘라의 국경
- 에세키보 식민지
- 그란콜롬비아
- 과야나 지방
- 가이아나-베네수엘라 관계
- 남아메리카의 국경 분쟁
- 티그리 지역